# Viertenige salamander
De viertenige salamander (Hemidactylium scutatum) is een landbewonende salamander uit de familie longloze salamanders (Plethodontidae).

## Naamgeving
De soort werd voor het eerst wetenschappelijk beschreven door Coenraad Jacob Temminck en Hermann Schlegel in 1838. Oorspronkelijk werd de wetenschappelijke naam Salamandra scutata gebruikt. Het is de enige soort uit het geslacht Hemidactylium.

## Uiterlijke kenmerken
De viertenige salamander bereikt een lichaamslengte tot ongeveer twaalf centimeter. De naam viertenige salamander dankt de soort aan het feit dat er altijd vier tenen en vingers zijn aan iedere poot. De meeste salamanders hebben wel vier vingers aan de voorpoten maar er zijn in de regel vijf tenen aan de achterpoten aanwezig. Deze soort is erg klein en dun en heeft een rond lichaam en staart en een vergrote kop. De basiskleur is helderrood, maar door de vele bruine tot zwarte vlekjes op de rug en kop lijkt deze vaak roodbruin gekleurd; de poten en staart missen deze vlekken en zijn bloedrood tot roodbruin. De vlekken op de rug lopen vaak in rijen en vormen soms strepen.

## Verspreiding en habitat
De viertenige salamander komt endemisch voor in de Verenigde Staten; in de staten Illinois, Indiana en Chicago en leeft in bossige gebieden bij beekjes en stroompjes. De verspreiding van deze soort is niet gelijkmatig verdeeld; er zijn aparte gebieden waar diverse populaties leven. In sommige streken komt deze salamander helemaal niet voor terwijl hij in omliggende gebieden juist wel algemeen te vinden is. De viertenige salamander komt niet graag in drogere gebieden, alleen gedurende de paartijd worden ook wel schralere biotopen betreden. De salamander legt relatief lange afstanden af om een vrouwtje of een afzetplaats te vinden.

## Levenswijze
De viertenige salamander is vooral actief in de schemering als er gejaagd wordt en na een regenachtige periode in zowel de vroege lente als late herfst. Gedurende andere jaargetijden laat dit dier zich nauwelijks zien. Het voedsel bestaat uit kleine insecten en andere ongewervelden.